# Attentato al ponte internazionale di Vanceboro

Franz von Papen al Processo di Norimberga nel 1946

L'attentato al ponte internazionale di Vanceboro del 1915 fu un tentativo di distruggere il ponte ferroviario internazionale sulla linea Saint Croix-Vanceboro, avvenuto il 2 febbraio 1915 a opera dello spionaggio tedesco.
Il ponte internazionale di Vanceboro attraversava il fiume Saint Croix tra i villaggi rivieraschi di Saint Croix, nel New Brunswick (Canada) e Vanceboro nel Maine (Stati Uniti d'America). Al momento del sabotaggio nel 1915, il ponte era di proprietà e gestione congiunta della Canadian Pacific Railway (CPR), per il Canada, e della Maine Central Railroad Company, per gli Stati Uniti.
L'attentato fu organizzato e diretto dal tedesco Franz von Papen ed eseguito da Werner Horn. La bomba non lo distrusse ma lo rese insicuro finché non fosse stato sottoposto a idonee riparazioni. L'esplosione comunque causò la rottura dei vetri delle finestre delle abitazioni vicine a Croix e Vanceboro.

## Antefatti
Nel 1915 gli Stati Uniti erano ancora una nazione neutrale nella prima guerra mondiale. Alla Canadian Pacific Railway era vietato trasportare qualsiasi merce o truppe nel territorio degli Stati Uniti. Dopo che il Giappone era entrato in guerra nel 1914 a fianco dell'alleato britannico, la Germania temeva che il Giappone potesse inviare truppe al fronte occidentale attraverso l'Oceano Pacifico e il Canada. Il governo tedesco ne era convinto e ordinò di interrompere il sistema ferroviario canadese.
Allo scoppio della prima guerra mondiale, Werner Horn era un tenente della riserva tedesca che era stato a Moka, nel Guatemala, come responsabile di una piantagione di caffè. Dopo aver saputo dello scoppio della guerra egli partì dalla piantagione cercando di tornare in Germania. Da Moka, egli si diresse nell'Honduras britannico e di lì s'imbarcò per Galveston, nel Texas e quindi per New York City. Ma non gli riuscì di partire per la 
Germania a causa del blocco inglese del Mare del nord. Dopo un mese dal tentativo d'imbarcarsi, andò a Città del Messico per ritornare alla piantagione. Ivi giunto, apprese che qualcuno lo aveva sostituito nel suo lavoro; trovò quindi un altro impiego in una piantagione di Salto de Agua, nel Chiapas, ma prima di partire ricevette una lettera che gli chiedeva di rientrare in Germania.
Il 26 dicembre 1914, Horn andò a New Orleans e poi tornò a New York, dove si stabilì presso l'Arietta Hotel. Qui incontrò Von Papen, l'addetto militare dell'ambasciata tedesca a Washington. Von Papen stava cercando dei sabotatori per danneggiare le ferrovie canadesi e pensò che Horn, che era ansioso di servire la sua patria, fosse un candidato ideale. Von Papen spiegò allo zelante Horn che il bombardamento sarebbe stato visto come un atto di coraggio e di valore in Germania e che nessuno sarebbe morto nell'atto di sabotaggio. Il ponte era molto utilizzato allora e vi erano buone probabilità che un treno sarebbe rimasto coinvolto nell'esplosione. Horn ricevette 700 $ (al valore del 2022, 18 000) per distruggere il ponte ferroviario St. Croix-Vanceboro.

## Attentato
Horn lasciò New York dal Grand Central Terminal su un treno passeggeri della ferrovia New York, New Haven e Hartford diretto a Boston il 29 gennaio 1915, portando con sé una valigetta piena di dinamite. Egli prese il treno notturno da Boston (gestito dalla Boston and Maine Railroad), piazzando la valigetta con l'esplosivo in una cuccetta bassa. Il vagone letto di Horn fu trasferito alla Maine Central Railroad in Portland e proseguì verso est attraverso il Maine alla stazione terminale est della Maine Central, al villaggio di confine di Vanceboro il giorno successivo. Giunto a Vanceboro, Horn prese alloggio all'Exchange Hotel e fu visto nascondere la valigetta fuori, in una pila di legno, mentre esplorava il ponte ferroviario sul fiume Saint Croix parecchie centinaia di piedi verso est; questo ponte era di proprietà congiunta fra la Canadian Pacific Railway e la Maine Central Railroad. Almeno tre residenti a Vanceboro riferirono sul suo sospettoso comportamento all'ispettore dell'immigrazione negli Stati Uniti. L'ispettore sentì Horn all'hotel e questi lo assicurò che lui era solo un agricoltore danese che cercava di acquistare della terra in quella zona. Horn trascorse i successivi due giorni mantenendo un basso profilo e osservando la trafficatissima linea principale della Canadian Pacific Railway per determinare l'orario dei treni.
La sera di lunedì 1º febbraio 1915, Horn lasciò l'hotel dicendo che avrebbe preso un treno quella sera. Egli apparentemente si cambiò con un'uniforme dell'esercito tedesco per evitare di essere arrestato come spia (e potenzialmente giustiziato) prima di procedere verso il ponte ferroviario sul fiume Saint Croix, a un certo momento dopo mezzanotte.
Horn procedette al posizionamento di una valigetta piena di esplosivi sul lato canadese del ponte ma fu interrotto da un treno che sopraggiungeva e fu costretto a spostarsi dal suo passaggio. Dopo essersi assicurato che il treno era passato, egli procedette al riposizionamento degli esplosivi, ma fu interrotto una seconda volta da un treno. Perplesso e non volendo uccidere nessuno, attese fino alle 1:07 a.m. il 2 febbraio prima di posizionare nuovamente la bomba su una trave. Horn tagliò il fusibile, che cambiò il tempo prima dell'esplosione da quindici minuti a solo tre. Horn innescò l'esplosivo con un sigaro e in qualche modo tornò all'Exchange Hotel con una temperatura di −30 °C, prima che la dinamite esplodesse. Alle 1:10 a.m. di martedì 2 febbraio 1915, la bomba esplose, provocando la rottura dei vetri delle finestre tra Vanceboro e Saint Croix ed esponendo i residenti alla fredda aria esterna. Qualche trave di ferro sul ponte fu storta o piegata ma i danni furono relativamente modesti.
Horn aveva sintomi di congelamento alle mani e fu assistito dal proprietario dell'hotel che gli permise di occupare una stanza per la notte. Il proprietario mise in relazione l'esplosione con la sospetta presenza di Horn e, dopo essere stato informato dai residenti della comunità che avevano scoperto la fonte e l'obiettivo dell'esplosione, informarono il CPR, che chiuse al traffico il ponte e dirottò i treni in attesa di un'ispezione di sicurezza.
I funzionari della ferrovia ispezionarono il ponte il mattino dopo e scoprirono che i danni erano relativamente modesti per cui il ponte fu posto fuori servizio solo per qualche giorno.

## Arresto e incarcerazione
Lo sceriffo di Vanceboro, con due ufficiali della polizia canadese di McAdam, nel New Brunswick, che attraversarono il confine per prestare assistenza, rinchiusero Horn nell'hotel. Horn indossò l'uniforme dell'esercito tedesco (per evitare di essere arrestato come spia, il che implicava la possibilità di venire giustiziato) e si arrese alle autorità americane.
Poiché la bomba esplose dal lato canadese (St. Croix, New Brunswick) del ponte, l'unica accusa che gli Stati Uniti potevano lanciare inizialmente a Horne, era quella di aver provocato la rottura dei vetri a Vanceboro.
Horn fu quindi presto spostato in una prigione di Machias nel Maine per la sua sicurezza (i residenti di Vanceboro ce l'avevano con lui per i danni che aveva loro causato) mentre i canadesi diedero inizio alle pratiche per l'estradizione.
Horn fu interrogato dallo FBI per vari giorni e firmò una confessione con un accordo, nella quale egli rivelò i dettagli del suo reato.
Horn affrontò un Grand jury federale a Boston nel Distretto del Massachusetts e fu incriminato il 2 marzo 1915 per il suo reato più grave quando era negli Stati Uniti, l'accusa di aver trasportato esplosivi su mezzo pubblico di trasporto passeggeri. Fu perciò condannato a 18 mesi di carcere da scontarsi nel Penitenziario di Stato di Atlanta in Georgia.
Dopo aver scontato la pena, Horn fu estradato in Canada nell'ottobre 1919 e processato dalla Corte del Nuovo Brunswick a Fredericton. Trovato colpevole, fu condannato a 10 anni di carcere da scontarsi nel penitenziario di Dorchester nel New Brunswick. Horn fu dichiarato pazzo dalle autorità della prigione canadese nel luglio 1921, quando venne rilasciato e deportato in Germania. Egli in effetti si trovava sofferente in uno stato avanzato di sifilide.